# Мятлик вееровидный
Мя́тлик веерови́дный (лат. Póa flabelláta) — вид злаков рода Мятлик. Родом из крайней южной части Южной Америки, также растёт на Фолклендских островах, в Южной Георгии, на архипелаге Тристан-да-Кунья и на других островах Южной Атлантики. В 1844 году растение было интродуцировано на Шетландские острова, где использовалось для плетения корзин, а также, возможно, в качестве корма для скота. Poa flabellata образует дерновины высотой до двух метров и выше. Предпочитает влажную прибрежную зону.
В зарослях Poa flabellata находят себе укрытие детёныши морских слонов, магеллановы пингвины, золотоволосые пингвины, альбатросы, магеллановы дрозды, большие коньки. Poa flabellata является кормом для северных оленей Южной Георгии, которые были интродуцированы на остров в 1911 году.
- Эдвард Фаншейв[англ.] на Фолклендских островах. Рисунок 1849 года.
- Poa flabellata — дерновинный злак